# Niveanin, Vrața
Niveanin (în bulgară Нивянин) este un sat în comuna Borovan, regiunea Vrața,  Bulgaria. 

## Demografie
Componența etnică a satului Niveanin
     Bulgari (93,73%)
     Turci (1,04%)
     Nicio identificare (5,21%)
     Altele (0%)
La recensământul din 2011, populația satului Niveanin era de 479 locuitori. Din punct de vedere etnic, majoritatea locuitorilor (93,73%) erau bulgari, cu o minoritate de turci (1,04%). Pentru 5,21% din locuitori nu este cunoscută apartenența etnică.